# HK G11
HK G11 е комплекс от автоматична пушка и безгилзов патрон за нея, разработен между 70-те до 90-те години от германската компания Heckler & Koch заедно с Dynamit Nobel AG за военни цели, считан за перспективен с нововъведенията като ротационен затвор и безгилзов боеприпас.
Въпреки завършената разработка и пускането на ограничена серия от производителя, не е приет и не е серийно произвеждан.

## История
В края на 60-те години във Федерална република Германия, както и в други страни-членки на НАТО, започват изследвания в областта на безгилзовите боеприпаси.
На теория, използването на такива боеприпаси би опростило конструкцията на оръжието, като същевременно повиши надеждността му. Освен това се предполага, че такива патрони ще струват по-малко от класическите гилзови.
Договорите за съответните разработки са сключени от германското министерство на отбраната с компаниите Industry-Werke Karlsruhe-Augsburg, Dil и Heckler & Koch през 1969 г., а през 1970 г. са обявени и изискванията:
- тегло не повече от 4,5 kg
- дължина до 765 мм
- пълнител 50 патрона,
- поразяване с първия изстрел на точкова цел на разстояние 300 метра.

Heckler & Koch, заедно с Dynamit Nobel AG, започват работа по проекта оръжие/патрон с напълно изгаряща гилза. Куршумът на новия патрон е с калибър 4,3 mm и е притиснат в предната част на призматичния заряд, който е покрит с лак. Този боеприпас има значителен недостатък – възможността за спонтанно запалване, който е разрешен в телескопичния патрон DM 11 с куршум калибър 4,73 мм, заряд на база нитроамин/октоген и пластмасов накрайник в главата, осигуряващ пълно изгаряне на заряда. Благодарение на 155-милиметровата стъпка на нарезите на цевта куршумът е устойчив по траекторията.
Прототипът на новата пушка е представен през 1974 г., а готовия образец, наречена G11, през 1983 година. През 1986 г. автоматът е трябвало да влезе в експлоатация в Бундесвера, за да замени HK G3 и MP2, но техническите тестове са завършени едва през 1988 г., а военните – през 1989 година. Модифицираната версия е обозначена с G11K2 и е изпратена за тестове в края на 1989 г. Паралелно с това, G11 участва в американската програма ACR (Advanced Combat Rifle), в която са представени фундаментално нови модели оръжия (например Steyr ACR със стреловиден проектил). По време на тестовете G11 печели високи оценки за точност, лекота на работа и надеждност.
През 1990 г. Heckler & Koch обявява готовността си да започне производството на пушката от 1992 година. Въпреки това, след като изпраща ограничена партида от 1000 G11 във въоръжените сили на Бундесвера, програмата е закрита поради финансови проблеми на властите на обединена Германия, и несъвместимостта на патроните на НАТО с изискванията за уеднаквяване на боеприпаси. В резултат на това автоматът HK G36 заменя HK G3.

## В културата
- Във филма „Разрушител“ HK G11 действа като вид електромагнитно оръжие на бъдещето.
- Присъствие в компютърни игри:

- - 7.62
  - Бригада Е5: Нов алианс
  - Call of Duty
  - Преследвач: Спомнете си всичко
  - Борба с оръжие
  - Counter-Strike Online
  - Кръстосан огън
  - Delta Force
  - Безкрайна война
  - Fallout 2
  - Глобални операции
  - IGI-2: Прикрит удар
  - Jagged Alliance 2
  - Jagged Alliance: Върнете се в действие
  - RiotZone
  - TimeZero
  - НЛО: Последствия
  - War Inc. Бойна зона
  - Зомби стрелец 2

|  | Тази страница частично или изцяло представлява превод на страницата HK G11 в Уикипедия на руски. Оригиналният текст, както и този превод, са защитени от Лиценза „Криейтив Комънс – Признание – Споделяне на споделеното“, а за съдържание, създадено преди юни 2009 година – от Лиценза за свободна документация на ГНУ. Прегледайте историята на редакциите на оригиналната страница, както и на преводната страница, за да видите списъка на съавторите. ВАЖНО: Този шаблон се отнася единствено до авторските права върху съдържанието на статията. Добавянето му не отменя изискването да се посочват конкретни източници на твърденията, които да бъдат благонадеждни. |